# Laccodytes
Laccodytes là một chi bọ cánh cứng trong họ Dytiscidae.
Chi này được Régimbart miêu tả khoa học năm 1895.

## Các loài
Các loài trong chi này gồm:
- Laccodytes americanus Peschet, 1919
- Laccodytes apalodes Guignot, 1955
- Laccodytes olibroides Régimbart, 1895
- Laccodytes phalacroides Régimbart, 1895
- Laccodytes pumilio (LeConte, 1878)